# Dana Müller-Braun
Dana Müller-Braun (* 31. Dezember 1989 in Bad Soden am Taunus, Hessen) ist eine deutsche Schriftstellerin.

## Leben
Dana Müller-Braun lebt in Schmitten im Taunus und arbeitet als Autorin von Fantasy- und Kriminalromanen. Ihr Vater Ulrich Müller-Braun ist ebenfalls Autor und Redakteur. Gemeinsam veröffentlichten sie drei Krimis, die im Umfeld von Eintracht Frankfurt spielen. 
Sie lebte mehrere Jahre in Köln, Frankfurt am Main und Potsdam.
Müller-Braun studierte Germanistik, Geschichte und Philosophie an der Goethe-Universität in Frankfurt am Main.
Mit dem Schreiben begann Dana Müller-Braun mit 14 Jahren. Für ihren Debütroman Elya erhielt sie von den Verlagen zunächst nur Absagen und publizierte ihn im Juni 2015 dann im Selbstverlag als E-Book. Auch ihre weiteren Bücher wurden zunächst als E-Book über den Verlag Carlsen Impress veröffentlicht. 2017 wurde mit Königlich verliebt erstmals eines ihrer Bücher als Taschenbuch veröffentlicht.

## Werke

### Elya-Reihe
- Elya 1: Der weiße Drache. Carlsen Impress, Hamburg 2019, ISBN 978-3-551-31856-5.
- Elya 2: Das Bündnis der Welten. Carlsen Impress, Hamburg 2020, ISBN 978-3-551-31892-3.
- Elya 3: Das Licht der Finsternis. Carlsen Impress, Hamburg 2020, ISBN 978-3-551-31805-3.

### Nyxa-Reihe
- Nyxa 1: Das Erbe von Avalon. Carlsen Impress, Hamburg 2020, ISBN 978-3-551-30306-6.
- Nyxa 2: Die Macht von Atlantis. Carlsen Impress, Hamburg 2020, ISBN 978-3-551-30307-3.
- Nyxa 3: Die Rache der Nemesis. Carlsen Impress, Hamburg 2020, ISBN 978-3-551-30308-0.

### Königlich-Reihe
- Königlich verliebt. Carlsen Impress, Hamburg 2018, ISBN 978-3-551-30126-0.
- Königlich verraten. Carlsen Impress, Hamburg 2018, ISBN 978-3-551-30143-7.
- Königlich vergessen. Carlsen Impress, Hamburg 2019, ISBN 978-3-551-30154-3.
- Königlich verloren. Carlsen Impress, Hamburg 2019, ISBN 978-3-551-30164-2.

### Schattenorden-Reihe
- Dana Müller-Braun, Vivien Summer: Schattenorden 1.1: Entscheidungen. Carlsen bittersweet, Hamburg 2018, ISBN 978-3-646-60446-7.
- Dana Müller-Braun, Vivien Summer: Schattenorden 1.2: Geheimnisse. Carlsen bittersweet, Hamburg 2018, ISBN 978-3-646-60447-4.
- Dana Müller-Braun, Vivien Summer: Schattenorden 1.3: Lügen. Carlsen bittersweet, Hamburg 2018, ISBN 978-3-646-60448-1.
- Dana Müller-Braun, Vivien Summer: Schattenorden 1.4: Intrigen. Carlsen bittersweet, Hamburg 2018, ISBN 978-3-646-60449-8.
- Dana Müller-Braun, Vivien Summer: Schattenorden 1.5: Abgründe. Carlsen bittersweet, Hamburg 2018, ISBN 978-3-646-60450-4.

### The Run-Reihe
- Die Prüfung der Götter. Carlsen, Hamburg 2021, ISBN 978-3-551-58443-4.
- Die Gaben der Götter. Carlsen, Hamburg 2022, ISBN 978-3-551-58459-5.

### Fallen Kingdom-Reihe
- Gestohlenes Erbe. Carlsen, Hamburg 2023, ISBN 978-3-551-58495-3.
- Zerbrochene Wahrheit. Carlsen, Hamburg 2023, ISBN 978-3-551-58496-0.

### Weitere Werke
- mit Ulrich Müller-Braun: Das Auge des Adlers: Eintracht Frankfurt-Krimi. Societäts-Verlag, Frankfurt am Main 2019, ISBN 978-3-95542-348-3.
- mit Ulrich Müller-Braun: Nachspielzeit. Ein Eintracht-Frankfurt-Krimi II. Societäts-Verlag, Frankfurt am Main 2020, ISBN 978-3-95542-382-7.
- mit Ulrich Müller-Braun: Stille Nacht. Ein Eintracht-Frankfurt-Krimi III. Societäts-Verlag, Frankfurt am Main 2021, ISBN 978-3-95542-407-7.